# Chapelle Notre-Dame de Roubignac
La chapelle Notre-Dame de Roubignac est une chapelle romane située à Octon dans le département français de l'Hérault en région Occitanie.

## Localisation
La  chapelle Notre-Dame de Roubignac se situe dans un cadre champêtre, à 3 km à vol d'oiseau au nord-ouest d'Octon, à l'endroit où le territoire de la commune confine à celui de Lavalette.

## Historique
Roubignac est mentionné dès 804 sous le nom de Villa Rubia dans le cartulaire de l'abbaye de Gellone.
La chapelle de Roubignac est citée dès le Xe siècle mais l'édifice roman date du XIIe siècle. Elle aurait été bâtie par saint Fulcran, évêque de Lodève.
Elle apparaît dans les textes anciens sous le nom d'Ecclesia S. Mariæ in villa Roviniaco vel de Lumignago (Rumignago).
Cette église devint rurale et les paroissiens furent soumis au prieuré de Lauzières : Paræcianos curæ prioris de Elseria commisit (1308).

## Statut patrimonial
La chapelle fait l'objet d'un classement au titre des monuments historiques depuis le 23 septembre 1954.

## Architecture
À l'est, la chapelle présente un chevet pentagonal, voûté en cul-de-four à l'intérieur.
À l'ouest, le clocher rectangulaire est soutenu par de puissants contreforts, percé de baies campanaires à abat-sons et surmonté d'une toiture en bâtière.
Au sud, la façade est percée d'un remarquable portail roman dont les colonnes aux chapiteaux sculptés supportent une archivolte à triple voussure. Ce portail est orné d'un tympan d'origine pré-romane.